# گریگوریس ماکوس
گریگوریس ماکوس (به یونانی: Γρηγόρης Μάκος) (زادهٔ ۱۸ ژانویهٔ ۱۹۸۷) بازیکن فوتبال اهل کشور یونان است.
وی برای تیم ملی یونان ۱۳ بازی انجام داده و ۰ گل به ثمر رسانده‌است. پست تخصصی این بازیکن نیز، هافبک است.